# Józef Hartman
Józef Sławomir Hartman, ps. „Roch”, „Sławek”, „Tata” (ur. 27 października 1898 w Swaryszowie, zm. 24 kwietnia 1979 w Londynie) – pułkownik Wojska Polskiego, adiutant prezydenta Ignacego Mościckiego, polski komendant STS 43, zwany „ojcem cichociemnych”. Odznaczony Orderem Virtuti Militari.

## Życiorys
Urodził się w rodzinie Karola i Małgorzaty z domu Białek. Miał czterech braci: Antoniego, Stanisława, Jana i Tadeusza oraz siostrę Jadwigę. Od 1915 w POW dowódca Obwodu Jędrzejów; 27 października 1917 wstąpił do 25 pułku piechoty w stopniu sierżanta; od 1919 w 4 pułku piechoty Legionów w Kielcach. Uczestnik wojny polsko-bolszewickiej. Awansowany do stopnia porucznika ze starszeństwem z dniem 1 lipca 1923. W lutym 1925 roku został przydzielony z 1 pułku piechoty Legionów w Wilnie do Batalionu Manewrowego w Rembertowie na stanowisko oficera żywnościowego.
Oficer 2 pułku strzelców podhalańskich. W latach 1934–1939 pełnił służbę w Gabinecie Wojskowym Prezydenta Rzeczypospolitej na stanowisku adiutanta przybocznego. Od 19 marca 1939 w stopniu majora, później podpułkownik, komendant ośrodka szkoleniowego kursów walki konspiracyjnej w Audley End (razem z płk. Terrym Roper-Caldbeckiem); szef sekcji polskiej SOE STS 43 (Kierownictwo Operacji Specjalnych, sekcja Secret Intelligence Service  wyznaczała m.in. zadania wywiadowi Armii Krajowej). Od grudnia 1943 szef wyszkolenia Oddziału VI Sztabu Naczelnego Wodza (współpracującego z SOE). Służbę wojskową zakończył w randze pułkownika. 
Po wojnie osiedlił się w Londynie.
15 lutego 1947 zawarł związek małżeński z Grace Leborgne (1908–1974), wdową po angielskim pilocie doświadczalnym. 
Na emigracji aktywnie działał w środowiskach kombatanckich, m.in. dokumentując wojenne losy Cichociemnych. Miał zwyczaj sadzenia krzewu róży przed swoim domem, ilekroć dowiedział się o śmierci któregoś z Cichociemnych.  

## Ordery i odznaczenia
- Krzyż Srebrny Orderu Virtuti Militari
- Krzyż Komandorski Orderu Odrodzenia Polski (pośmiertnie, 6 czerwca 1979)[4]
- Krzyż Niepodległości (28 grudnia 1933)[5]
- Krzyż Oficerski Orderu Odrodzenia Polski (11 listopada 1974)[6]
- Krzyż Kawalerski Orderu Odrodzenia Polski (11 listopada 1937)[7]
- Krzyż Walecznych (trzykrotnie)
- Złoty Krzyż Zasługi z Mieczami
- Srebrny Krzyż Zasługi (10 listopada 1928)[8]
- Medal Pamiątkowy za Wojnę 1918–1921
- Medal Dziesięciolecia Odzyskanej Niepodległości
- Odznaka za Rany i Kontuzje
- Order Estońskiego Czerwonego Krzyża I klasy (Estonia, 1935)[9][10]
- Oficer Orderu Imperium Brytyjskiego (Wielka Brytania)
- Oficer Orderu Legii Honorowej (Francja, 1939)
- Krzyż Oficerski Orderu Korony (Belgia, 1935)
- Krzyż Oficerski Orderu Krzyża Orła (Estonia, 1936)[11][12]
- Krzyż Oficerski Orderu Gwiazdy Rumunii (Rumunia, 1938)
- Order Korony Rumunii (Rumunia)
- Medal Wojny 1939–1945 (Wielka Brytania, 1947)
- Medal Obrony (Wielka Brytania, 1947)